# Liste der Mitglieder der American Academy of Arts and Sciences/1942
Im Jahr 1942 wählte die American Academy of Arts and Sciences 21 Personen zu ihren Mitgliedern.

## Neu gewählte Mitglieder
- Wilmer Lanier Barrow (1903–1975)
- Francis Birch (1903–1992)
- John Nash Douglas Bush (1896–1983)
- Henry J. Cadbury (1883–1974)
- William Irving Clark (1879–1958)
- Samuel Cornette Collins (1898–1984)
- Donald Kirk David (1896–1979)
- Howard Sylvester Ellis (1898–1992)
- Russell Gibson (1887–1977)
- Roger Sherman Greene (1881–1947)
- Otto Kinkeldey (1878–1966)
- Wassily Leontief (1905–1999)
- Samuel Albert Levine (1891–1966)
- Daniel Lash Marsh (1880–1968)
- William Ralph Maxon (1877–1948)
- Richard Peter McKeon (1900–1985)
- Hermann Joseph Muller (1890–1967)
- Lorenzo Raimundo Parodi (1895–1966)
- William Andrew Paton (1889–1991)
- Paul Anthony Samuelson (1915–2009)
- Otto von Struve (1897–1963)